# Nicolas Bay
Nicolas Bay (Saint-Germain-en-Laye, 21 dicembre 1977) è un politico francese, ex segretario generale del Front National ed attuale europarlamentare.

## Biografia
Esponente del Fronte Nazionale dal 1992 al 1999, quando passa al Movimento Nazionale Repubblicano. Nel 2008 torna nel partito e nel 2010 è eletto consigliere regionale dell'Haute-Normandie. 
Nel giugno 2014 è eletto europarlamentare. Il 30 novembre 2014 diviene segretario generale del Front National e lo resta fino al 2017.
Nel dicembre 2015 si è candidato alle elezioni regionali in Normandia, ottenendo il 27,7% dei voti al primo turno e il 27,50 al secondo e divenendo consigliere regionale.
Nel 2017 è stato capo della campagna di FN per le legislative e ha corso come deputato nel sesto collegio della Senna Marittima. L'11 giugno viene sconfitto per pochissimo (20 voti), anche a causa dell'alta astensione dalle urne e ottiene il 22,78% nella circoscrizione contro il candidato più vicino, quello dei Repubblicani,al 22,82%. 
Il 12 settembre 2017 è eletto co-presidente del gruppo Europa delle Nazioni e della Libertà al Parlamento europeo. Nel 2019 viene rieletto deputato europeo con il Rassemblement National. Diviene vicepresidente del  Gruppo di Identità e Democrazia fino a febbraio 2022. 
Nel gennaio 2022 aderisce al partito Reconquête, di cui diviene vicepresidente esecutivo.
Nel febbraio 2024 con gli altri due eurodeputati del suo partito si iscrive al Gruppo dei Conservatori e Riformisti europei (ECR). Il 9 giugno, alle elezioni europee, viene rieletto nella lista di Reconquête.
Il 12 giugno, avendo sostenuto un accordo con RN per le prossime legislative, viene espulso da Éric Zemmour, insieme a Marion Maréchal e Laurence Trochu.
Esclusi da Reconquête, Marion Maréchal, Guillaume Peltier e Nicolas Bay hanno creato un movimento chiamato “La France fière”, dal nome della loro lista alle elezioni europee, e all'Europarlamento aderiscono al Gruppo dei Conservatori e dei Riformisti Europei. I tre lanciano poi “Identité-Libertés” con l’obbiettivo di “lavorare a una coalizione strutturata accanto a Marine Le Pen, Jordan Bardella ed Éric Ciotti”.

## Vita privata
Cattolico osservante, è sposato e ha tre figli.